# Major Lance
Major Lance (Winterville (Mississippi), 4 april 1939 of 1941 of 1942 – Decatur (Georgia), 3 september 1994) was een Amerikaanse jazzzanger. Na een aantal Amerikaanse hits in de jaren 1960, waaronder The Monkey Time en Um, Um, Um, Um, Um, Um, werd hij in de jaren 1970 een iconisch figuur in het Verenigd Koninkrijk onder aanhangers van northern soul. Hoewel hij in 1982 stopte met het maken van platen, bleef Major Lance optreden tijdens concerten en tournees tot aan zijn dood in 1994. Zijn dochter, Keisha Lance Bottoms, is de huidige burgemeester van Atlanta.

## Biografie
Eerder was er enige discussie geweest over het geboortejaar van Major Lance. Sommige bronnen beweerden dat hij was geboren in 1941 of in 1942 (zoals Lance beweerde). 1939 blijkt echter het juiste geboortejaar te zijn. In de Amerikaanse volkstelling van 1940 wordt 'Magere' Lance vermeld in Washington County (Mississippi) als de een jaar oude zoon van Lucendy Lance, een weduwe. De grafsteen van Lance bevestigt ook dat hij in 1939 werd geboren. 'Major' was zijn voornaam, geen bijnaam of artiestennaam.
Lance, een van de twaalf kinderen, verhuisde als kind met het gezin naar het midden van Chicago in de Cabrini-Green-projecten, een gebied met veel criminaliteit, waar hij een jeugdvriendschap ontwikkelde met Otis Leavill, die eveneens de Wells High School bezocht. Dit was dezelfde school die Curtis Mayfield en Jerry Butler bezochten. Mayfield noemde Lance een sprankelende kerel en een geweldige basketbalspeler. Zijn held was Jackie Wilson en Lance kwam altijd langs en zocht in Mayfields tas naar liedjes die hij had geschreven, maar die Mayfield niet wilde uitbrengen met The Impressions.
Lance was ook een honkballer. Lance en Otis deden allebei aan boksen en zongen ook als leden van de Five Gospel Harmonaires. Beiden werkten ook samen bij een drogisterij.
Lance en Otis Leavill formeerden halverwege de jaren 1950 de band The Floats, maar gingen uit elkaar voordat ze materiaal opnamen. Lance werd een prominente danser in de lokale televisieshow Time for Teens en presentator Jim Lounsbury bezorgde hem een eenmalig platencontract bij Mercury Records. Mercury bracht in 1959 zijn single I Got a Girl uit, geschreven en geproduceerd door Curtis Mayfield, die echter niet succesvol was. Lance had de komende jaren verschillende banen.
In 1962 tekende hij bij Okeh Records op aanbeveling van Mayfield. Lance verscheen constant op het kantoor van Okeh en bood aan om boodschappen te doen voor Carl Davis, hem te vertellen over de plaat die hij ooit had gemaakt en hoe hij en Curtis Mayfield vrienden waren uit hun jeugd. Zijn eerste single Delilah was niet succesvol, maar het vestigde zijn partnerschap met het schrijvers- en arrangeerteam van Mayfield, Carl Davis en Johnny Pate, vaak met leden van Mayfields band The Impressions met achtergrondzang. Samen ontwikkelden ze een kenmerkende, latin-getinte klank, die de ziel van Chicago belichaamde in tegenstelling tot muziek die elders werd opgenomen.
De tweede Okeh-single The Monkey Time (ook geschreven door Curtis Mayfield) was de eerste hit van Major Lance, werd een #2 in de Billboard r&b-chart en een #8 pophit in 1963. The Monkey Time werd de eerste hitsingle van Okeh in 10 jaar.
Een opeenvolging van hits volgde snel, waaronder Hey Little Girl, Um, Um, Um, Um, Um, Um (zijn grootste hit, hij bereikte #5 in de Amerikaanse hitlijst en #40 in het Verenigd Koninkrijk, waar het zijn enige chartsucces was), The Matador (de enige die niet door Mayfield is geschreven), Rhythm, Some I Wonder, Come See en Ain't It A Shame.
In 1965 verliet Pate Okeh en Mayfield begon zich te concentreren op het werken met zijn eigen band. Lance en Davis bleven samenwerken. Too Hot To Hold was een kleine hit, maar ze hadden een afnemend succes voordat Davis op zijn beurt het bedrijf verliet.
In de jaren 1960 toerde Lance door het Verenigd Koninkrijk, waar hij werd gesteund door Bluesology, een band met onder meer pianist Reggie Dwight, later bekend als Elton John.
In de daaropvolgende twee jaar werkte hij met verschillende producenten, waarbij alleen Without a Doubt in 1968 een kleine hit werd. Kort daarna verliet Lance Okeh en wisselde naar Dakar Records, waar hij de Top 40 r&b-hit Follow the Leader had. Daarna stapte hij over naar het Curtom-label van Mayfield, wat resulteerde in zijn laatste twee Top 40 r&b-hits Stay Away From Me (I Love You too Much) en Must Be Love Coming Down. Stay Away From Me stond ook op #4 in de Soul Brothers Top 20 van Jet Magazine. Hij verliet Curtom in 1971 en nam korte tijd op voor de labels Volt en Columbia Records.
In 1972 verhuisde hij naar Engeland om te profiteren van het succes van zijn oudere platen onder fans van northern soulmuziek in dansclubs, die voornamelijk zeldzame en obscure Amerikaanse soul- en r&b-platen speelden. In Engeland nam hij in 1972 het album Major Lance's Greatest Hits Live Recorded at the Torch op in de Torch, een club in Stoke-on-Trent, dat is beschreven als misschien wel het beste northern soul-album ooit gemaakt.
Lance keerde in 1974 terug naar Atlanta en nam een bijgewerkte discoversie op van Um, Um, Um, Um, Um, Um voor Playboy Records. Hij richtte het nieuwe label Osiris op, met voormalig Booker T & the MG's-drummer Al Jackson, maar opnieuw met weinig succes. Zijn carrière raakte in een neerwaartse spiraal. Hij nam kort op voor Motown en bracht in 1978 de laatste single ooit I Never Thought I'll Be Losing You uit bij de dochteronderneming van Soul Records. Later ontdekte hij dat zijn opnamen populair waren geworden op het strandmuziekcircuit in de Carolinas, waar hij liveoptredens bleef doen. Hij nam het comeback-album The Major's Back op en verschillende nummers voor het Kat Family-label. Zijn laatste optreden was in juni 1994 op het 11e Chicago Blues Festival.
Op 28 februari 1995, kort na de dood van Lance, bracht Sony de cd-collectie Everybody Loves a Good Time: Best of Major Lance uit. Deze bevat 40 opnamen voor Okeh van 1962 tot 1967 op twee schijven. Allmusic-recensent Richie Unterberger gaf de cd 4 en een halve ster en noemde het een heerlijke dubbel-cd compilatie met 40 songs van Lance's beste werk voor Okeh tussen 1962 en 1967, inclusief alle hitsingles, nogal wat missers en B-kanten, vijf niet eerder uitgebrachte nummers en enkele Curtis Mayfield-nummers van zijn debuut-lp. Sony bracht later een kortere versie van de cd-collectie The Very Best of Major Lance uit.

## Privéleven en overlijden
Major Lance was getrouwd met Christine-Boular Lance. Hij had 9 kinderen. Hij is twee keer in zijn leven gearresteerd. In 1965 werd hij gearresteerd in strijd met de vaderschapswet. Een vrouw uit Chicago, Para Lee Thomas, beweerde dat ze een zoon had van Lance, Ronnie Maurice Lance, geboren op 13 januari 1964. Ze beweerde dat Lance had beloofd haar dokters- en ziekenhuisrekeningen van ongeveer $375 te betalen, maar deze betalingen werden niet voldaan. Rechter Benjamin J. Kanter vaardigde een bevel tot arrestatie van Lance uit, waarmee de borgsom van Lance werd vastgesteld op $1.000.
Na een korte opname voor het Motown-dochterlabel Soul, werd hij in 1978 veroordeeld voor cocaïnebezit en zat hij een gevangenisstraf van vier jaar uit.
In 1987 kreeg Lance een hartaanval. Later werd hij bijna blind door glaucoom. Als gevolg hiervan maakte hij geen opnamen meer.
Zijn dochter met Sylvia Robinson, Keisha Lance Bottoms, is sinds 2018 burgemeester van Atlanta, Georgia.
Major Lance overleed in september 1994 op 55-jarige leeftijd in zijn slaap aan een hartaandoening. Hij werd begraven op de Washington Memory Gardens Cemetery in Homewood (Illinois).

## Discografie
| Jaar | Titels (A-kant, B-kant) Beide kanten van hetzelfde album, behalve waar aangegeven        | Label & Cat. No. | VS R&B | VS Pop | VK | Album                                            |
| ---- | ---------------------------------------------------------------------------------------- | ---------------- | ------ | ------ | -- | ------------------------------------------------ |
| 1959 | I've Got A Girl Phyllis                                                                  | Mercury 71582    | -      | -      | -  | Non-album tracks                                 |
| 1962 | Delilah Everytime (Non-album track)                                                      | Okeh 7168        | -      | -      | -  | The Monkey Time                                  |
| 1963 | The Monkey Time Mama Didn't Know                                                         | Okeh 7175        | 2      | 8      | -  | The Monkey Time                                  |
| 1963 | Hey Little Girl Crying In The Rain (Non-album track)                                     | Okeh 7181        | 12     | 13     | -  | Um, Um, Um, Um, Um, Um - The Best Of Major Lance |
| 1964 | Um, Um, Um, Um, Um, Um Sweet Music (van Major's Greatest Hits)                           | Okeh 7187        | 1*     | 5      | 40 | Um, Um, Um, Um, Um, Um - The Best Of Major Lance |
| 1964 | The Matador Gonna Get Married (Non-album track)                                          | Okeh 7191        | 4*     | 20     | -  | Major's Greatest Hits                            |
| 1964 | Girls /                                                                                  | Okeh 7197        | 25*    | 68     | -  | Major's Greatest Hits                            |
| 1964 | It Ain't No Use                                                                          | Okeh 7197        | 33*    | 68     | -  | Major's Greatest Hits                            |
| 1964 | Think Nothing About It It's Alright                                                      | Okeh 7200        | -      | -      | -  | Um, Um, Um, Um, Um, Um - The Best Of Major Lance |
| 1964 | Rhythm Please Don't Say No More (Non-album track)                                        | Okeh 7203        | 3*     | 24     | -  | Major's Greatest Hits                            |
| 1965 | Sometimes I Wonder I'm So Lost (Non-album track)                                         | Okeh 7209        | 13     | 64     | -  | Major's Greatest Hits                            |
| 1965 | Come See You Belong To Me My Love (Non-album track)                                      | Okeh 7216        | 20     | 40     | -  | Major's Greatest Hits                            |
| 1965 | Ain't It A Shame Gotta Get Away                                                          | Okeh 7223        | 20     | 91     | -  | Major's Greatest Hits                            |
| 1965 | Too Hot To Hold Dark and Lonely                                                          | Okeh 7226        | 32     | 93     | -  | Non-album tracks                                 |
| 1965 | Everybody Loves A Good Time I Just Can't Help It                                         | Okeh 7233        | -      | 109    | -  | Non-album tracks                                 |
| 1966 | Investigate Little Young Lover                                                           | Okeh 7250        | -      | 132    | -  | Non-album tracks                                 |
| 1966 | It's The Beat You'll Want Me Back (van Um, Um, Um, Um, Um, Um - The Best Of Major Lance) | Okeh 7255        | 37     | 128    | -  | Non-album tracks                                 |
| 1967 | Ain't No Soul (In These Old Shoes) I                                                     | Okeh 7266        | -      | -      | -  | Non-album tracks                                 |
| 1967 | You Don't Want Me No More Wait Till I Get You In My Arms                                 | Okeh 7284        | -      | -      | -  | Non-album tracks                                 |
| 1968 | Without A Doubt Forever                                                                  | Okeh 7298        | 49     | -      | -  | Non-album tracks                                 |
| 1968 | Do The Tighten Up I Have No One                                                          | Dakar 1450       | -      | -      | -  | Non-album tracks                                 |
| 1969 | Follow The Leader Since You've Been Gone                                                 | Dakar 608        | 28     | 125    | -  | Non-album tracks                                 |
| 1969 | Sweeter As The Days Go By Shadows Of A Memory                                            | Dakar 612        | -      | -      | -  | Non-album tracks                                 |
| 1970 | Stay Away From Me (I Love You Too Much) Gypsy Woman                                      | Curtom 1953      | 13     | 67     | -  | Non-album tracks                                 |
| 1970 | Must Be Love Coming Down Little Young Lover                                              | Curtom 1956      | 31     | 119    | -  | Non-album tracks                                 |
| 1971 | Girl Come On Home Since I Lost My Baby's Love                                            | Volt 4069        | -      | -      | -  | Non-album tracks                                 |
| 1971 | I Wanna Make Up (Before We Break Up) That's The Story Of My Life                         | Volt 4079        | -      | -      | -  | Non-album tracks                                 |
| 1972 | Ain't No Sweat Since I Lost My Baby's Love                                               | Volt 4085        | -      | -      | -  | Non-album tracks                                 |
| 1974 | Um, Um, Um, Um, Um, Um (nieuwe versie) Last Of The Red Hot Lovers                        | Playboy 6017     | 59     | -      | -  | Non-album tracks                                 |
| 1975 | Sweeter As the Days Go By (nieuwe versie) Wild and Free                                  | Playboy 6020     | 58     | -      | -  | Non-album tracks                                 |
| 1975 | You're Everything I Need (instrumentaal)                                                 | Osiris 001       | 50     | -      | -  | Non-album tracks                                 |
| 1975 | I've Got A Right To Cry You Keep Me Coming To You                                        | Osiris 002       | -      | -      | -  | Non-album tracks                                 |
| 1977 | Come On, Have Yourself A Good Time Come What May                                         | Columbia 10488   | -      | -      | -  | Non-album tracks                                 |
| 1978 | I Never Thought I'd Be Losing You Chicago Disco                                          | Soul 35123       | -      | -      | -  | Now Arriving                                     |
| 1982 | I Wanna Go Home (instrumentaal)                                                          | Kat Family 3024  | -      | -      | -  | The Major's Back                                 |
| 1982 | Are You Leaving Me I Wanna Go Home                                                       | Kat Family 4182  | -      | -      | -  | The Major's Back                                 |

* Billboard magazine publiceerde in 1964 geen r&b-hitlijst; deze hitlijsten zijn afkomstig uit het tijdschrift Cashbox.
- Bibliothèque nationale de France: cb13974252b (data)
- Gemeinsame Normdatei: 134999355
- International Standard Name Identifier: 0000 0000 7839 0337
- Library of Congress Control Number: n82078288
- MusicBrainz: 3f8b614b-cfc5-463e-a3f1-c6efdb26b443
- Virtual International Authority File: 11191551
- WorldCat: E39PBJjxp6rRrk4HfdrQMkxVYP